# Мэйцзян (Мэйчжоу)
Мэйцзя́н (кит. упр. 梅江, пиньинь Méijiāng) — район городского подчинения городского округа Мэйчжоу провинции Гуандун (КНР).

## История
Ещё в эпоху Южных и северных династий, когда эти места входили в состав южной империи Ци, в V веке был создан уезд Чэнсян (程乡县). В эпоху Пяти династий и десяти царств, когда эти места находились в составе государства Поздняя Цзинь, в 946 году была создана Цзинчжоуская область (敬州), власти которой разместились в уезде Чэнсян. После объединения китайских земель в составе империи Сун из-за практики табу на имена по причине того, что иероглифом «цзин» записывалось имя Чжао Цзина (деда Чжао Куанъиня — основателя империи), область была переименована в Мэйчжоускую (梅州). После монгольского завоевания и образования империи Юань область стала в 1279 году Мэйчжоуским регионом (梅州路). После свержения власти монголов и основания империи Мин регион был в 1369 году упразднён, а уезд Чэнсян был подчинён властям Хуэйчжоуской управы (惠州府).
Во времена империи Цин в 1733 году из Хуэйчжоуской управы была выделена объединившая 5 уездов Цзяинская непосредственно управляемая область (嘉应直隶州), власти которой разместились в уезде Чэнсян. В 1807 году область была повышена в статусе, и стала Цзяинской управой (嘉应府). В 1812 году управа вновь была понижена в статусе до области; уезд Чэнсян был при этом расформирован, а его земли перешли под непосредственное управление областных властей. После Синьхайской революции в Китае была проведена реформа структуры административного деления, в ходе которой области были упразднены, поэтому в 1914 году Цзяинская область была расформирована, а земли, находившиеся под прямым управлением областных властей, стали уездом Мэйсянь (梅县).
После вхождения этих мест в состав КНР был образован Специальный район Синмэй (兴梅专区) и уезд вошёл в его состав. В 1952 году Специальный район Синмэй был расформирован, и уезд перешёл в состав Административного района Юэдун (粤东行政区). В конце 1955 года было принято решение о расформировании Административных районов, и с 1956 года уезд перешёл в состав нового Специального района Шаньтоу (汕头专区).
В 1965 году бывший Специальный район Синмэй был воссоздан под названием Специальный район Мэйсянь (梅县专区). В 1970 году Специальный район Мэйсянь был переименован в Округ Мэйсянь (梅县地区).
В марте 1979 года урбанизированная часть уезда Мэйсянь была выделена в отдельный городской уезд Мэйчжоу, но в июне 1983 года городской уезд Мэйчжоу был вновь присоединён к уезду Мэйсянь.
Постановлением Госсовета КНР от 7 января 1988 года был расформирован Округ Мэйсянь и образован городской округ Мэйчжоу; урбанизированная часть уезда Мэйсянь была при этом выделена в район Мэйцзян.

## Административное деление
Район делится на 3 уличных комитета и 4 посёлка.